# Кам'яниця-Волинська
Кам'яни́ця-Воли́нська (до 1959 року — Кам'янниця-Волинська) — проміжна, вузлова залізнична станція Рівненської дирекції Львівської залізниці на лінії Здолбунів — Красне між станціями Дубно (6 км) та Верба (11 км). Від станції відгалужується гілка до Кременця довжиною 33 км.
Розташована в селі Підлужжя Дубнівського району Рівненської області.

## Історія
Станцію було відкрито 1873 року. 1959 року назву було уточнено з Кам'янниця-Волинська на Кам'яниця-Волинська. 1896 року було збудовано гілку до Кременця. Електрифіковано станцію 1965 року.
На станції зупиняються лише приміські електропотяги.